# جان کداگن
جان کداگن (انگلیسی: John Cadogan; ۸ اکتبر ۱۹۳۰ – ۹ فوریهٔ ۲۰۲۰) شیمی‌دان اهل بریتانیا بود. سنتز ایندول کداگن-ساندبرگ که روشی جهت سنتز مولکول ایندول در شیمی آلی است به افتخار وی نامگذاری شده‌است.
وی همچنین برندهٔ جوایزی همچون همکار انجمن سلطنتی، جایزه و نشان ملدولا، و شوالیه (عنوان) شده‌است.